# Pietro Maria Pieri
Pietro Maria kardinal Pieri, O.S.M., italijanski rimskokatoliški duhovnik, škof in kardinal, * 1. oktober 1676, Siena, † 27. januar 1743.

## Življenjepis
24. marca 1734 je bil povzdignjen v kardinala in 12. aprila istega leta je bil imenovan za kardinal-duhovnika S. Giovanni a Porta Latina.